# Mirabèu (Droma)
Mirabèu (en francès Mirabel-aux-Baronnies) és un municipi francès situat al departament de la Droma i a la regió d'Alvèrnia-Roine-Alps. L'any 2007 tenia 1.512 habitants.

## Demografia

### Població
El 2007 la població de fet de Mirabel-aux-Baronnies era de 1.512 persones. Hi havia 648 famílies de les quals 201 eren unipersonals (71 homes vivint sols i 130 dones vivint soles), 234 parelles sense fills, 184 parelles amb fills i 29 famílies monoparentals amb fills.
La població ha evolucionat segons el següent gràfic:
Habitants censats

### Habitatges
El 2007 hi havia 955 habitatges, 662 eren l'habitatge principal de la família, 207 eren segones residències i 86 estaven desocupats. 833 eren cases i 87 eren apartaments. Dels 662 habitatges principals, 470 estaven ocupats pels seus propietaris, 149 estaven llogats i ocupats pels llogaters i 42 estaven cedits a títol gratuït; 4 tenien una cambra, 56 en tenien dues, 111 en tenien tres, 191 en tenien quatre i 299 en tenien cinc o més. 440 habitatges disposaven pel capbaix d'una plaça de pàrquing. A 348 habitatges hi havia un automòbil i a 250 n'hi havia dos o més.

### Piràmide de població
La piràmide de població per edats i sexe el 2009 era:
| Homes | Edats   | Dones |
| ----- | ------- | ----- |
| 4     | 95 o +  | 0     |
| 0     | 90 a 94 | 20    |
| 4     | 85 a 89 | 28    |
| 16    | 80 a 84 | 12    |
| 28    | 75 a 79 | 52    |
| 16    | 70 a 74 | 44    |
| 40    | 65 a 69 | 40    |
| 60    | 60 a 64 | 48    |
| 32    | 55 a 59 | 28    |
| 52    | 50 a 54 | 44    |
| 44    | 45 a 49 | 56    |
| 64    | 40 a 44 | 48    |
| 44    | 35 a 39 | 44    |
| 32    | 30 a 34 | 24    |
| 28    | 25 a 29 | 24    |
| 36    | 20 a 24 | 40    |
| 28    | 15 a 19 | 40    |
| 36    | 10 a 14 | 52    |
| 24    | 5 a 9   | 64    |
| 32    | 0 a 4   | 16    |

## Economia
El 2007 la població en edat de treballar era de 878 persones, 611 eren actives i 267 eren inactives. De les 611 persones actives 550 estaven ocupades (304 homes i 246 dones) i 62 estaven aturades (25 homes i 37 dones). De les 267 persones inactives 89 estaven jubilades, 71 estaven estudiant i 107 estaven classificades com a «altres inactius».

### Ingressos
El 2009 a Mirabel-aux-Baronnies hi havia 624 unitats fiscals que integraven 1.448 persones, la mediana anual d'ingressos fiscals per persona era de 16.167 €.

### Activitats econòmiques
Dels 99 establiments que hi havia el 2007, 1 era d'una empresa extractiva, 5 d'empreses alimentàries, 1 d'una empresa de fabricació de material elèctric, 3 d'empreses de fabricació d'altres productes industrials, 12 d'empreses de construcció, 22 d'empreses de comerç i reparació d'automòbils, 3 d'empreses de transport, 11 d'empreses d'hostatgeria i restauració, 1 d'una empresa d'informació i comunicació, 1 d'una empresa financera, 7 d'empreses immobiliàries, 5 d'empreses de serveis, 20 d'entitats de l'administració pública i 7 d'empreses classificades com a «altres activitats de serveis».
Dels 26 establiments de servei als particulars que hi havia el 2009, 1 era una oficina de correu, 3 tallers de reparació d'automòbils i de material agrícola, 6 paletes, 1 guixaire pintor, 2 fusteries, 2 lampisteries, 2 electricistes, 2 perruqueries, 1 veterinari, 4 restaurants, 1 agència immobiliària i 1 saló de bellesa.
Dels 8 establiments comercials que hi havia el 2009, 1 era una botiga de menys de 120 m², 4 fleques, 1 una carnisseria i 2 drogueries.
L'any 2000 a Mirabel-aux-Baronnies hi havia 108 explotacions agrícoles que ocupaven un total de 1.120 hectàrees.

## Equipaments sanitaris i escolars
L'únic equipament sanitari que hi havia el 2009 era una farmàcia.
El 2009 hi havia 1 escola maternal i 1 escola elemental.

## Poblacions més properes
El següent diagrama mostra les poblacions més properes.